# Jevany
Jevany (deutsch Jewan) ist eine Gemeinde in Tschechien. Sie liegt elf Kilometer östlich von Říčany und gehört zum Okres Praha-východ.

## Geographie
Jevany befindet sich im Mittelböhmischen Bergland inmitten eines Rotbuchenwaldes. Durch den Ort fließt der Bach Jevanský potok, der in einer Kaskade von Teichen gestaut wird und in Stříbrná Skalice in den Fluss Sázava mündet. Unmittelbar am Dorf liegt der Teich Jevanský rybník.
Nachbarorte sind Kozojedy im Norden, Kostelec nad Černými lesy im Nordosten, Prusice und Nučice im Osten, Konojedy im Südosten, Černé Voděrady im Süden, Struhařov im Südwesten, Svojetice im Westen sowie Louňovice und Vyžlovka im Nordwesten.

## Geschichte

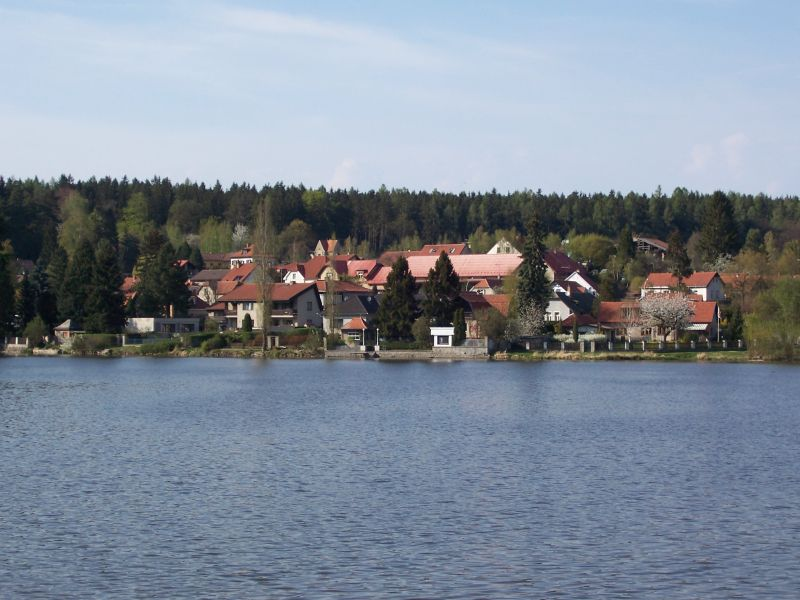
Dorf Jevany

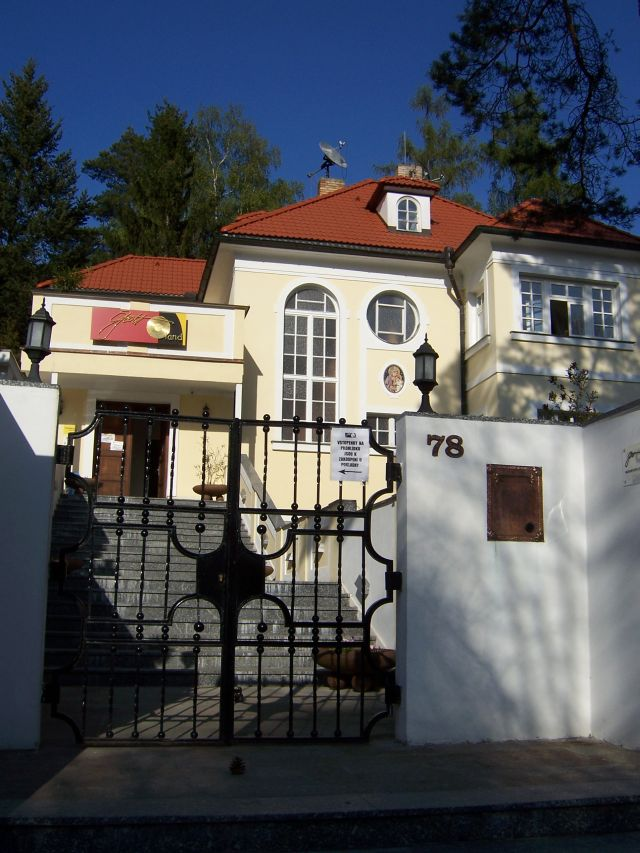
Gottland – Karel-Gott-Museum in Jevany

Das Dorf wurde das erste Mal im Jahre 1415 erwähnt.
In den 1920er Jahren entwickelte sich Jevany zu einer beliebten Wochenendsiedlung der Prager Oberschicht. Dieser Ruf wurde durch den Architekten Josef Fanta und die Schriftstellerin Gabriela Preissová begründet, die sich als erste hier niederließen.

## Gemeindegliederung
Für die Gemeinde Jevany sind keine Ortsteile ausgewiesen. Zu Jevany gehören die Fluren der erloschenen Dörfer Aldašín (Waldaschin) und Bohumil.

## Persönlichkeiten
In Jevany wohnten eine Reihe prominenter tschechischer Künstler, etwa Karel Svoboda bis zu seinem Tod und Karel Gott von 1969 bis 2005.
Auf dem Waldfriedhof von Aldašín befinden sich die Grabstätten des aus Náchod stammenden Regisseurs Jan Špáta (1932–2006) und von Karel Svoboda.

## Sehenswürdigkeiten
- Das Museum Gottland über Leben und Werk von Karel Gott in der von ihm zuvor bewohnten Villa nordwestlich von Jevany bestand von 2006 bis 2009.[2]
- Kirche St. Georg des erloschenen Dorfes Aldašín, erbaut 1352
- Totenkammer in Aldašín, spätbarocker Bau von 1770